# Genji Tsūshin Agedama
Genji Tsūshin Agedama (ゲンジ通信あげだま?) Es un anime japonés producido por Nihon Ad Systems y Studio Gallop. El programa es una parodia de otros animes populares de su clase. En 1991 se convirtió en un videojuego de acción por NEC Home Electronics y publicado por PC Engine.

## Argumento
Agedama es un niño que va a la escuela primaria y soporta las luchas de un niño de su edad. Y termina por convertirse en un superhéroe en entrenamiento (llamado "Agedaman"). Junto con Wapuro, su compañero de equipo flotante, que lucha contra una organización criminal que puede convertir a los humanos en monstruos de distintos tipos.

## Personajes
- Genji Agedama
- Warpro
- Heike Ibuki
- Kuki Rei
- Kuki Raizou
- Ebiten
- Okame
- Wulong tea
- PCro
- Kensaku
- Satou
- Tanaka
- Suzuki
- Harada Katsuo
- Kirara Kodama
- Modem
- E-hub
- Yumenokouji Hikari
- Shiratori Yuri
- Heike Hotaru
- Heike Kanio
- Heike Yamabuki
- Kuki Kiku
- Harada Yoshio
- Ganikotei no Oyaji
- Mika
- Catch

## Personal
- Historia original: Sukehiro Tomita, Akira Sakuma
- Compositor de serie: Ouji Hiroi
- Diseño original de los personales: Kennosuke Mizutani
- Director: Masato Namiki
- Diseño de Animación de personales, Diseñador y Director de equipo de animación: Hazuki Tsuji
- Director de Fotografía: Tadashi Kudo
- Música: Toshihiko Sahashi
- Director de Sonido: Kazuo Harada
- Efectos de Sonido: Mitsuru Kageyama (Fizz Sound Creation)
- Producción de Animación: Studio Gallop
- Publicador: TV TOKYO